# Belža
Belža és un poble i municipi d'Eslovàquia. Es troba a la regió de Košice, a l'est del país.

## Història
La primera referència escrita de la vila data del 1232.

## Demografia
| Godina             | 1994 | 2004  | 2014    | 2024   |
| ------------------ | ---- | ----- | ------- | ------ |
| Nombre de persones | 375  | 357   | 411     | 442    |
| Diferència         |      | −4,8% | +15,12% | +7,54% |

| Godina             | 2023 | 2024   |
| ------------------ | ---- | ------ |
| Nombre de persones | 446  | 442    |
| Diferència         |      | −0,89% |